# فريدريك روزنتال
فريدريك روزنتال (بالألمانية: Friedrich Rosenthal)‏ هو مخرج نمساوي، ولد في 20 يوليو 1885 في فيينا في النمسا، وتوفي في 1942 في معسكر أوشفيتز بيركينو في بولندا.

## وصلات خارجية
- فريدريك روزنتال على موقع IMDb (الإنجليزية)
- فريدريك روزنتال على موقع كينوبويسك (الروسية)